# Gut Schackenburg
Das Gut Schackenburg oder auch Schackenburg liegt im Ortsteil Pottenhausen der Stadt Lage im Kreis Lippe in Nordrhein-Westfalen. Es ist aus dem Hof Lappe oder Lappenhof hervorgegangen.

## Lage und Bezeichnung
Das Gut Schackenburg liegt im äußersten Westen des Lagenser Stadtgebietes an dem Bach Bentgraben in der Werre-Niederung. Es liegt unmittelbar an der Grenze zur Leopoldshöher Siedlung Heipke und zum Ortsteil Krentrup.
Es ist nach dem dänischen Generalleutnant und Gouverneur von Kopenhagen, Hans Christian von Schack (1642–9. Dezember 1706) benannt, der auf dem nahegelegenen Schloss Iggenhausen verstarb. Hans Christian von Schack war mit Amalia Catharina Mauritia von dem Brinck verheiratet, die auf Iggenhausen ihren Stammsitz hatte.
Ab Schuckenbaum ist die Landstraße 968, die an dem Gut vorbeiführt, nach dem Gut benannt: Schackenburger Straße.

## Geschichte
Das als Hof Lappe bestehende Gut wurde in der ersten Hälfte des 16. Jahrhunderts durch die Familie Ennigloh genannt Pladiese als Adelsgut begründet. Im 17. Jahrhundert wurde es ein Vorwerk des Adelssitzes Iggenhausen.
Im 19. Jahrhundert wurde das Gut von Hermann Ulrich Asemissen (1810–1871) und Johanne Marie Frederike Steinhagen († 1898) gepachtet. Hermann Ulrich war der Sohn von Hermann Adolph Meier zu Asemissen und Johanne Amalie geborene Kusenmeier. Fünf Söhne dieser Familie wurden in der Kilianskirche in Schötmar getauft. Die 1853 geborene Tochter empfing die Taufe in der frisch errichteten Kirche von Leopoldshöhe. Hermann Ulrich Asemissen gehörte zuvor der für den Bau verantwortlichen Baukommission der neugegründeten Leopoldshöher Kirchengemeinde an. Einer der Söhne ist Oskar Asemissen (1844–1900).
Oskars jüngerer Bruder Albrecht (1850–1924) blieb zunächst Pächter auf Schackenburg, das 1900 31 Bewohner hatte. Mit Lina Becker (1857–1939) hatte er den Sohn Willi Asemissen (geboren 1877), sie heirateten jedoch erst 1885. Willi wanderte in die USA aus und ließ sich in Chicago als Kaufmann nieder. Willi finanzierte 1950 die kostspielige Reparatur der Orgel seiner alten Schule, des Gymnasiums Leopoldinum in Detmold. Ein anderer Sohn von Albrecht und Lina, der jüngere Bruder von Willi, Hermann Asemissen (1877–1977), eröffnete ein Geschäft am Marktplatz in Lemgo im Haus Kramerstraße 10, das noch heute den Namenszug Asemissen trägt.